# 神さまと恋ゴコロ
『神さまと恋ゴコロ』（かみさまとこいゴコロ）は、2012年5月31日にTAKUYOより発売されたPlayStation Portable専用ゲームソフト。教会を舞台にした、シスター見習いによる育成恋愛シミュレーションゲーム。初回予約特典はドラマCD『一生の願いと秘密の告白』。
2014年9月25日にはPlayStation Vita版が、2023年6月15日にはNintendo Switch版が発売された。

## 登場人物
水無川愛梨（みながわ あいり） - 名前変更可能
声 - なし
主人公。16歳のシスター見習いで、金色のロングヘアを持つ美少女。
如月征都（きさらぎ いくと）
声 - 立花慎之介
16歳の美少年で、神父見習い。
高梨久遠（たかなし くおん）
声 - 水島大宙
14歳の美少年で、神父見習い。
辻宮兼我（つじみや けんが）
声 - 江口拓也
18歳の美青年で、神父見習い。
笠原誠司（かさはら せいじ）
声 - 谷山紀章
17歳の美青年で、生徒会長である。
東條昴（とうじょう すばる）
声 - 寺島拓篤
日渡奏良（ひわたり そら）
声 - 福山潤
マザー
声 - 折笠愛
神父樣（）
声 - 森川智之
藤代舞花（ふじしろ まいか）
声 - 後藤邑子
等々力慧（とどろき けい）
声 - 沖佳苗

## スタッフ
- キャラクターデザイン・原画：秋野すばる
- シナリオ：関口琴子、小野真太郎

## 主題歌
PlayStation Portable / PlayStation Vita版
オープニングテーマ「Stray sheep」
作詞：CAO、作曲：森藤晶司 performed by flaque
エンディングテーマ「Snow dance」
作詞：アキレスKEN、作曲：森藤晶司 performed by flaque
Nintendo Switch版
設定により、PlayStation Portable / PlayStation Vita版の曲を流すこともできる。
オープニングテーマ「Shining Bell」
作詞/作曲/編曲：カケリネ、歌：LambSoars
オープニングテーマ「ひそかな想い」
作詞/作曲：UtaRen、編曲：佐原ヒロム、歌：LambSoars
エンディングテーマ「瞳の中」
作詞/作曲/編曲：カケリネ、歌：LambSoars
エンディングテーマ「Snowflake」
作詞/作曲/編曲：UtaRen、歌：LambSoars